# 张伯讷
张伯讷（1929年—1994年），男，上海人，中国中医学家，曾任上海中医学院教授、博士生导师。

## 家庭
曾祖父张骧云。